# 北果洲
北果洲（英語：North Ninepin Island），又稱北九柱島、北九針島、細洲、銀瓶洲、銀瓶果，是香港的一個島嶼，地區行政上屬於西貢區。果洲群島之一，位於殼仔排、殼仔洲以南，細洲尾、南果洲以北。
北果洲上並沒有居民居住。

## 名字
北果洲是果洲群島主島之一，因其形狀有如花瓶，故古稱「銀瓶果」和「銀瓶洲」。另外福建船民曾為果洲群島起名為「荔枝嶼」，但廣東人素用「洲」來命名島嶼，所以另改名為「果盤洲」、後簡化為「果洲」，成為今名，而北主島順理成章稱「北果洲」。
自英國政府與清政府在北京簽訂《展拓香港界址專條》，租借由九龍界限街以北，至深圳河以南土地，連同附近233個島嶼，果洲群島又納入其中。英國人見果洲群島如九柱戲（保齡球前身）的圓柱般四散，又命名為「九柱群島」，但常被誤譯「九針群島」，故北果洲又稱「北九柱島」或「北九針島」。

## 地理
北果洲雖為荒島，但位處粵閩海道要衝，自古以來的航海記錄皆有記錄此島，其重要性卻不及隔海相望的南果洲。儘管如此，北果洲仍是果洲群島中唯一建有碼頭，供人上落的島嶼。碼頭上有建路，路一直通往銀瓶頭山麓，名為200號的白色燈塔，此燈塔照耀西貢東沿海，故有「東海名珠」之稱，燈塔分紅燈白燈兩組，一周期十秒，紅燈照公海，射程七海里；白燈照西貢，射程十海里。

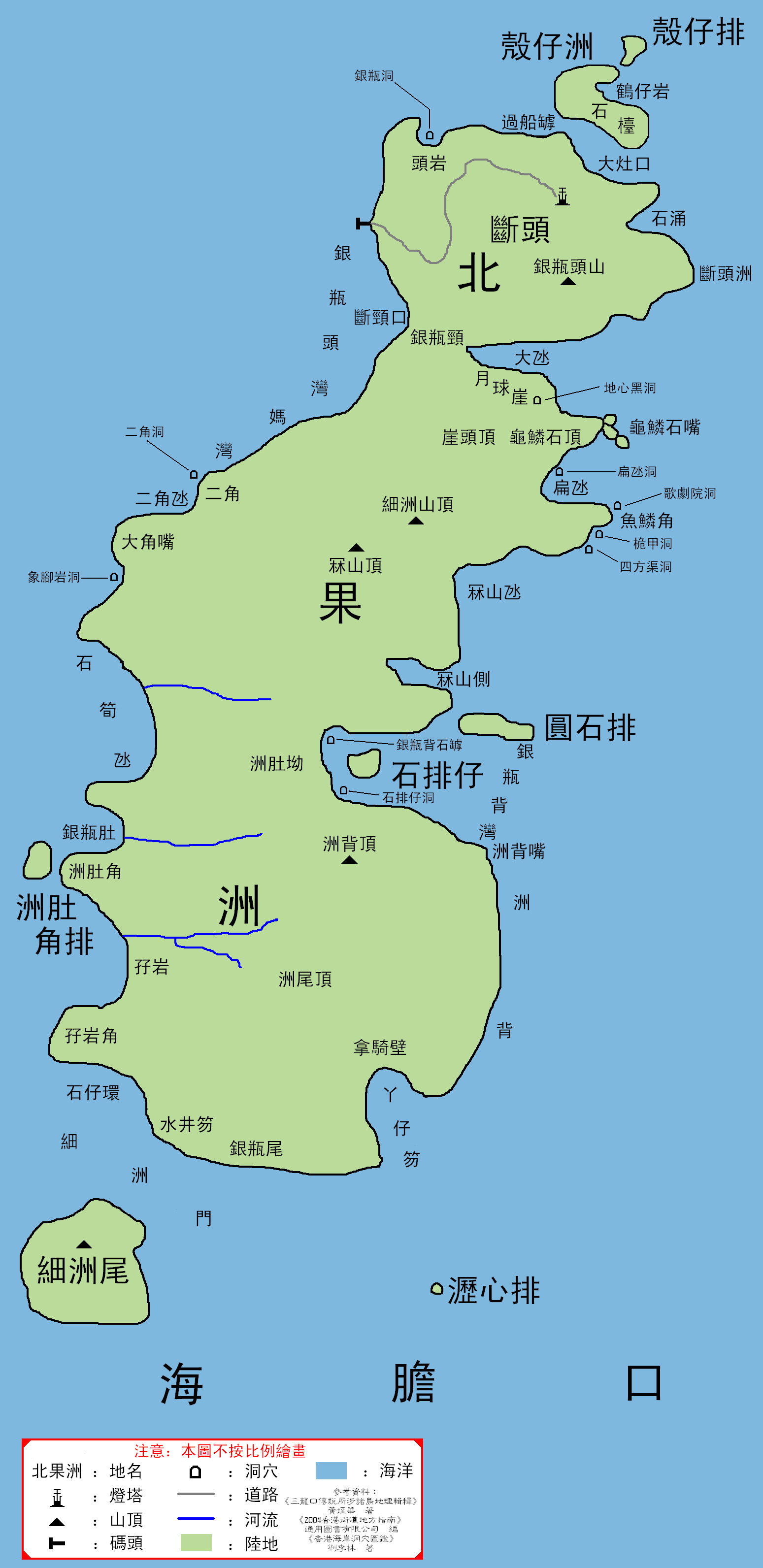
北果洲及鄰近諸島圖

北果洲山多平地少，島岸四周盡是懸崖，山脈由北部連綿至南部，北至南山脈依次為銀瓶頭山、細洲山（106米）、冧山頂（76米）、洲背頂（91米）、洲尾頂（76米），其中細洲山為最高點，上有三角測點站。而《中國江海險要圖誌》亦載：「北九柱之高，約相等，除其北向盡處，有罅外，而西南亦有一小島（指細洲尾）。」
島的西岸為沉積礫層，北自銀瓶頭灣、斷頸口、媽灣、二角等地形成朝西北的廣平弧彎，達220米，岸邊多有粉砂，海床則為泥層。媽灣灣頂建有天妃小龕，天妃即媽祖，而媽灣因而得名。西貢蜑家漁民留傳歌謠《大星小星》一首，描述「果洲洲，果洲娘媽又坐單洲」，「坐單洲」即指北果洲，表示媽祖座鎮島上。
二角有海蝕岩，以南則為二角氹、大角嘴，沿岸南行為一朝西小灣，稱石筍氹，上有大量六角玄武岩，狀似石筍，為遠古糧船灣超級火山爆發而形成，有一億四千萬年歷史，是當地景點之一。石筍氹以南接洲肚角，下有銀瓶肚，銀瓶肚是海蝕崖，對出海面有礁名洲肚角排。孖岩南岬孖岩角，為北果洲西之盡頭，折往東南有小灣石仔環，向西南小島細洲尾相隔海峽細洲門。
細洲門毗連水井笏，水井笏因匯雨成泉，路經漁民在那打水，故有其名。以西為銀瓶尾，有一小灣丫仔笏，其中有崖拿騎壁，「拿騎」為「蠄蟧」的客家話意譯，隱喻山勢之險。島岸折彎向北，為洲背，盡處為銀瓶背灣，有兩小礁石排仔及圓石排，些處島岸又多六角玄武岩，有「天梯」之稱。
過了魚鱗角，有地龜鱗石嘴，多產紫菜，但龜鱗石嘴石面光滑，易上卻難下，捖紫菜者稍一不慎，滑出山崖，墜海而亡，於是此處置有吊繩，供漁民攀爬，免生意外。龜鱗石嘴為大氹南岬，大氹盡處即銀瓶頸，又是北果洲的名勝，多有奇石，側有銀瓶冚，又稱「月球崖」，此處岩石如月球表面凹凸不平，而有此名。
銀瓶頸風景優美，但地勢險峻，加上風化侵蝕，曾有旅人踏入六角玄武岩，岩石鬆脫，連人帶石墜谷，不治而亡。

## 交通
並無街渡到島上，民眾如欲遊覽北果洲只能自行租船前往或參加本地旅行團。。